# Haray
Haray is een bestuurslaag in het regentschap Oost-Soemba van de provincie Oost-Nusa Tenggara, Indonesië. Haray telt 521 inwoners (volkstelling 2010).